# 朝鮮美術展覧會
朝鮮美術展覧會是朝鮮日治時期舉辦的美術展覽。簡稱「鮮展」（せんてん）。
三一運動以後，作為文化統治政策的一部分，由朝鮮總督府主管此項業務。1922年5月舉行第1屆展覽。直到1944年的第23屆為止，每年都以公開展覽的形式舉行。